# Alstonia odontophora
Alstonia odontophora är en oleanderväxtart som beskrevs av P. Boiteau. Alstonia odontophora ingår i släktet Alstonia och familjen oleanderväxter. Inga underarter finns listade i Catalogue of Life.